# Nan Goldin
Nan Goldin es una artista estadounidense, renovadora de la fotografía documental y narradora de la escena contracultural de Nueva York de los años 70 y 80.

## Biografía
Goldin nace en 1953 en una familia de origen judío en Washington D. C., pero crece entre varias familias adoptivas de distintas ciudades de Nueva Inglaterra, después de que su hermana se suicidara. Poco después, Goldin entra en una escuela experimental del área de Boston, la Satya Community School. Cuando tiene 15 años, tiene su primer contacto con la fotografía en la escuela; dos años más tarde, cuando empiezan los años 70, Goldin ya aparece como una aspirante a fotógrafa profesional inspirada, según ella misma, "en las imágenes de las revistas de moda moderna". 
En esa época, Goldin empieza a frecuentar la comunidad de Provincetown, un destino de vacaciones de Massachusetts muy popular entre los homosexuales de la Costa Este estadounidense. Allí, la artista conoce a los que habrían de ser habitantes y protagonistas de sus fotografías durante los siguientes 20 años: Bruce, Sharon, Cookie, Waters.
Poco después, Goldin ingresa en la Escuela del Museo de Bellas Artes de Boston, donde se gradúa en 1978. En su promoción también estudian artistas reconocidos como Philip-Lorca diCorcia y David Armstrong, al que había conocido en Satya y que habría de convertirse en uno de los grandes cómplices de Goldin, participando en el grupo de Los cinco de Boston. Además, la fotógrafa empieza a trabajar con películas de color y a emplear luces de flash. 
Con ese equipaje, Goldin abandona Boston y se establece en el barrio de Bowery, en Manhattan, donde se topa con el estallido del punk y la aparición paralela de decenas de impulsos contraculturales. En Nueva York, la fotógrafa encuentra el gran tema de su obra: la narración de la vida sentimental y sexual de ese ambiente. Goldin, de hecho, se califica a sí misma como «fotógrafa documentalista».
Para emprender esa narración, Goldin trabaja con series de fotografías que cuentan desde dentro la vida de sus amigos: iniciación, plenitud y dependencia sexual, depresión, pobreza, amor, soledad, violencia, enfermedad. Para enfatizar el efecto narrativo, Goldin presenta esas imágenes en películas que muestran las fotografías sucesivamente. La más famosa de ellas se llama La balada de la dependencia sexual (título tomado de una canción de Bertolt Brecht), y ya muestra el efecto devastador del sida sobre esa generación en 1986. Una de sus series posteriores, La balada desde la morgue insiste en el mismo tema.
Tanto es así que, poco después de presentar La Balada de la dependencia sexual en Europa, Goldin ingresa en una clínica de desintoxicación, donde sigue trabajando. Allí, el autorretrato se convierte en uno de los temas recurrentes de su obra. Más tarde, la fotógrafa rodaría un documental autobiográfico, I'll be your mirror, que toma su título de una canción de la Velvet Underground.
Poco después de salir de la clínica, en 1991, Goldin abandona los Estados Unidos y se marcha a Berlín para cuidar de su amigo Alf Bold, enfermo de sida. Desde entonces, la fotógrafa vive entre la capital alemana, París y Yale, donde es profesora.
En el año 1992 exhibe en la Galería Matteu Marks siendo su trabajo objeto de dos grandes retrospectivas itinerantes: una organizada en 1996 por el Museo Whitney de Arte Americano y otro, en 2001, el Centro Pompidou, París y Whitechapel Art Gallery, Londres.  
Exposiciones incluyen la diapositiva y presentación de video Sisters, Saints & Sibilas en La Chapelle de la Salpêtrière, París, las contribuciones a Les Rencontres d'Arles en 2009,  en el año 2006 fue admitida en la Legión de Honor Francesa. Posteriormente expone “escopofilia”, la cual forma parte del programa especial en 2011 de Patrice Chéreau en el Louvre. La colonia MacDowell le otorga a Nan Goldin la Medalla Edward MacDowell por su visión permanente y la creatividad. En el mismo año monta una exposición de su obra en el Museo de Arte Moderno de Río de Janeiro. 
Nan, desde principios de los años 80, estuvo fotografiando niños y actualmente se dedica a hacerlo. Expuso en Atenas un pase de diapositivas en 2010 y luego su versión continuada en 2011 con imágenes que están editadas y sincronizadas con una banda sonora. Algunas fotografías son recientes y otras de su archivo.  
Su último libro publicado fue, The Beautiful Smile en 2007 y dijo “Los últimos siete años, no he podido publicar un libro por un contrato y se me ha considerado una artista muerta.”
En el año 2007 recibió el Premio internacional de la fundación Hasselblad por su obra.